# Deep Colors
Deep Colors (A Soulful Touch For A Jazzy Night) è un album composto, arrangiato e prodotto da Pino Presti (sotto lo pseudonimo Mad of Jazz) con la collaborazione in ogni fase della realizzazione, di Claudio e Andrea Calzolari, pubblicato nel gennaio 2014. Comprende generi diversi, che vanno dal classic jazz al nu jazz, dalla bossanova alla musica etnica e all'ambient.
Le tracce dell'album sono state selezionate da una soundtrack realizzata da Pino Presti nel 2011 per Grand Heritage Hotel Group (e media connessi).

## Tracce
1. Africa Ciel - 4.09  (P. Presti, C. Calzolari, A. Calzolari)
2. Deep Colors - 4.24  (P. Presti, C. Calzolari, A. Calzolari)
3. Eliane - 3:25  (P. Presti, C. Calzolari, A. Calzolari)
4. Forty 3 - 5.03  (P. Presti, C. Calzolari, A. Calzolari)
5. Giada - 5.16  (P. Presti, C. Calzolari, A. Calzolari)
6. Nothing to Lose - 3.11  (P. Presti, C. Calzolari, A. Calzolari)
7. Walking Together - 4.40  (P. Presti, C. Calzolari, A. Calzolari)
8. Easy Going - 3.42  (P. Presti, C. Calzolari, A. Calzolari)
9. Après la Vie  - 3.44  (P. Presti, C. Calzolari, A. Calzolari)
10. in the Rain - 3.31  (P. Presti, C. Calzolari, A. Calzolari)
11. Invisible Light (Bass Groove) - 5.34  (P. Presti, C. Calzolari, A. Calzolari)
12. Days of Freedom - 3.46  (P. Presti, C. Calzolari, A. Calzolari)
13. Descanto - 4.40  (P. Presti, C. Calzolari, A. Calzolari)

### Crediti album
- Artista: Mad of Jazz
- Pino Presti: compositore, bass & synth bass lines programming
- Claudio Calzolari: compositore, organo Hammond, tastiera, programmazione
- Andrea Calzolari: compositore, pianoforte, tastiera, batteria, percussion programming)
- Produzione: Pino Presti & Mad Of Jazz, Claudio Calzolari
- Editing: Dominique Viccaro
- Supporto tecnico: Thierry Scheffer
- Artwork: Valentina Aguzzi
- Produttore esecutivo: Massimo Monti